# Улица Чаплыгина (Новосибирск)
У́лица Чаплы́гина — улица в Центральном и Железнодорожном районах Новосибирска.
Разделена на две части административным и административно-жилым кварталами, между которыми расположена Октябрьская магистраль. Первый фрагмент улицы Чаплыгина начинается от улицы Революции, пересекается с улицами Урицкого, Советской и примыкает к Красному проспекту. Второй фрагмент начинается от Серебренниковской улицы, пересекается с Каменской улицей и заканчивается в жилом квартале.

## История
Прежние названия — Асинкритовская (по имени томского губернатора и покровителя Новосибирска Асинкрита Ломачевского), с 1920 года — Рабочая. Современное название в честь выдающегося учёного-механика академика С. А. Чаплыгина, скончавшегося в Новосибирске в 1942 году.

## Исторические здания

### Дореволюционный период

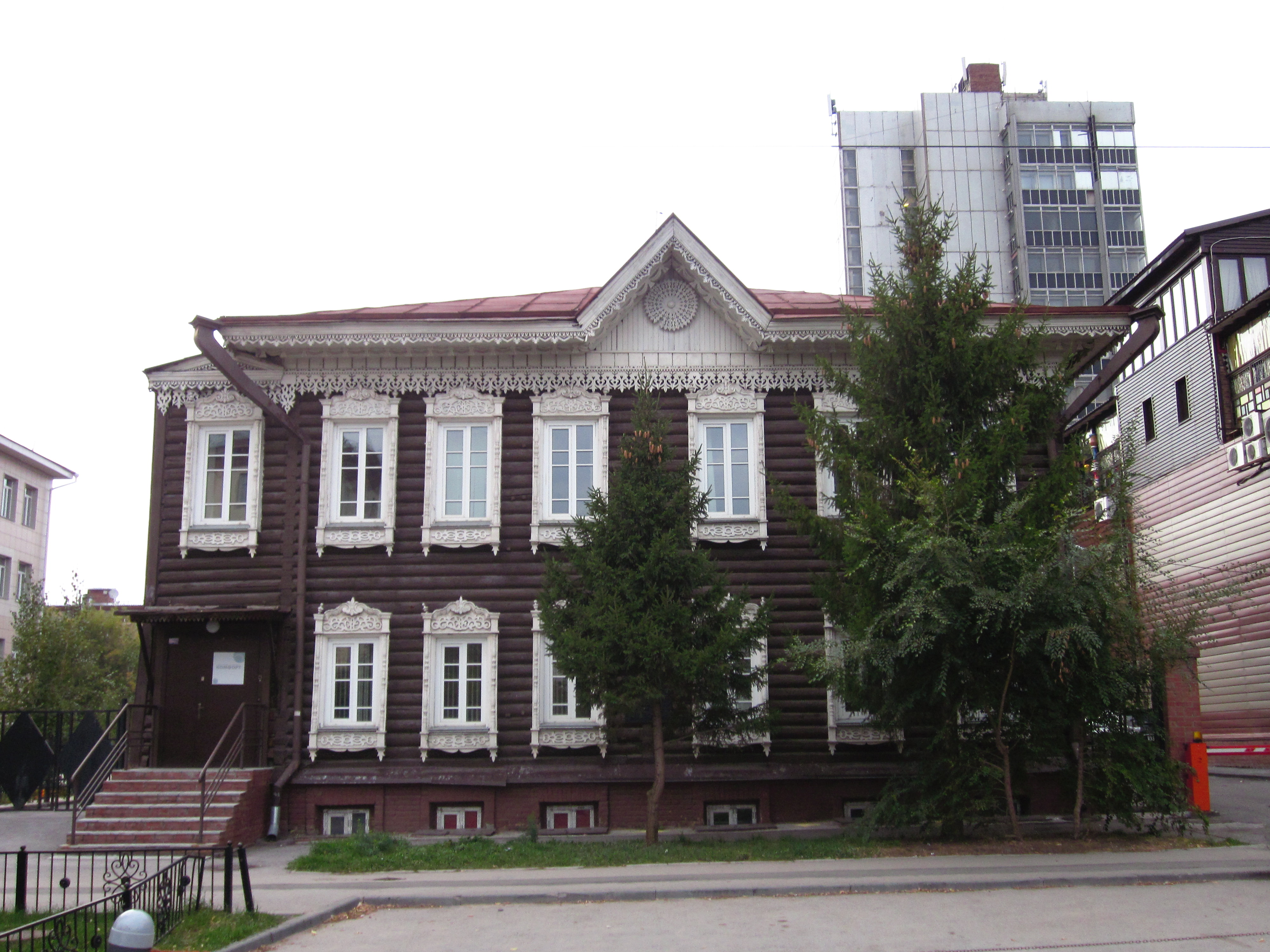
Улица Чаплыгина, 65

Памятник деревянного зодчества по ул. Чаплыгина № 25 — дом принадлежал купцу Рунину, который осуществлял торговлю чаем и сахаром. Здание построено в 1903 году. Является памятником архитектуры регионального значения.
Памятник деревянного зодчества по ул. Чаплыгина № 27 — одноэтажный деревянный дом, построенный в начале 1900-х годов. Здание признано ценным объектом историко-градостроительной среды в категории С.
Памятник деревянного зодчества по ул. Чаплыгина № 29 — здание, сооружённое в начале 1900-х годов. Признано ценным объектом историко-градостроительной среды в категории C.
Женская гимназия П. А. Смирновой — здание, построенное в начале XX века. В 1902 году было открыто детское учреждение, где велась подготовительная учёба девочек и мальчиков для поступления в гимназию. В 1906 году учреждение реорганизовано в женскую гимназию. Памятник архитектуры регионального значения.
Каменный особняк с мезонином — кирпичный дом, возведённый в начале 1900-х годов. По некоторым данным, участком, где находится особняк, владел торговый дом Е. Г. Иконниковой. В здании располагается Областной центр русского фольклора и этнографии. Памятник архитектуры регионального значения.
Доходный дом по ул. Чаплыгина № 45 — двухэтажное кирпичное здание, построенное в 1910-х годах. Является памятником архитектуры регионального значения.
Доходный дом по ул. Чаплыгина № 53 — трёхэтажное кирпичное здание, сооружённое в 1910-х годах. Памятник архитектуры регионального значения.
Дом приказчиков (ул. Чаплыгина № 65) — двухэтажное деревянное здание, построенное в начале XX века. В доме располагалось Новониколаевское общество приказчиков, где проходили встречи членов Обской группы РСДРП. Здесь же осуществляли пропагандистскую деятельность С. М. Киров и В. М. Бахметьев. Здание является памятником истории регионального значения.

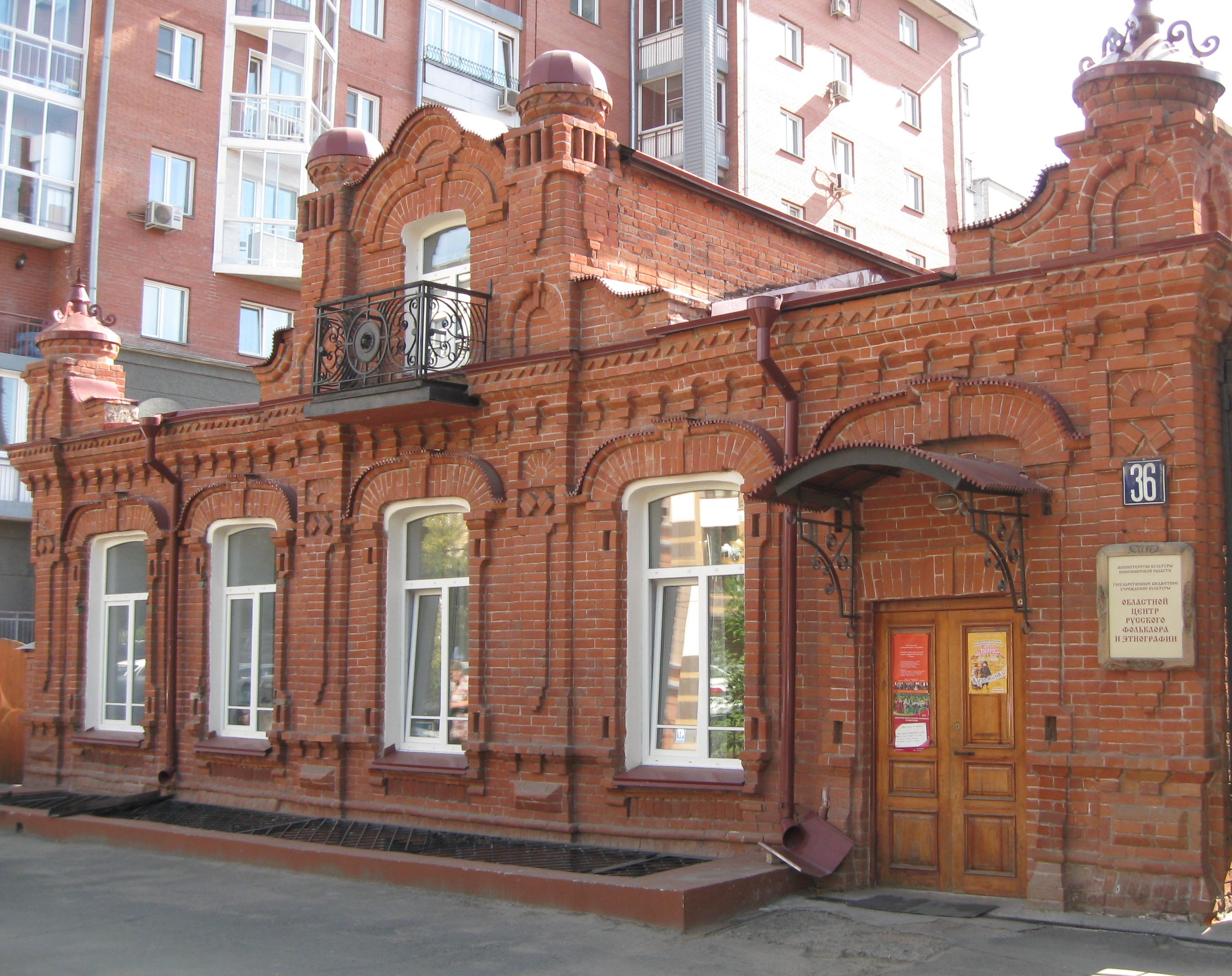
Улица Чаплыгина, 36

Аптека № 2 — двухэтажный кирпичный дом, построенный в начале XX века. Здание являлось собственностью Бузолиной Надежды Владимировны, и его первый этаж изначально занимали магазины. В здании расположена старейшая в городе аптека, функционирующая с 1913 года.

### Советский период
Жилой дом по ул. Чаплыгина № 51 — жилой многоквартирный дом, построенный в конце 1950-х годов. Здание является памятником архитектуры регионального значения.
ЖАКТ «Пятилетка» — здание построено в 1930-е годы. Памятник архитектуры в категории C. Снесён в январе 2019 года.
Больница по ул. Чаплыгина № 75 — здание, возведённое в 1926 году. По стилю архитектуры здание включает в себя элементы рационалистического модерна и конструктивизма. Памятник архитектуры регионального значения.

## Организации
Культурные учреждения
- Областной центр русского фольклора и этнографии
- Землячество народов Грузии

Образовательные учреждения
- Детская школа искусств № 23
- Средняя общеобразовательная школа № 99

Другое
- СИБЭКО, энергетическая компания
- Doubletree by Hilton, гостиничный комплекс

## Галерея

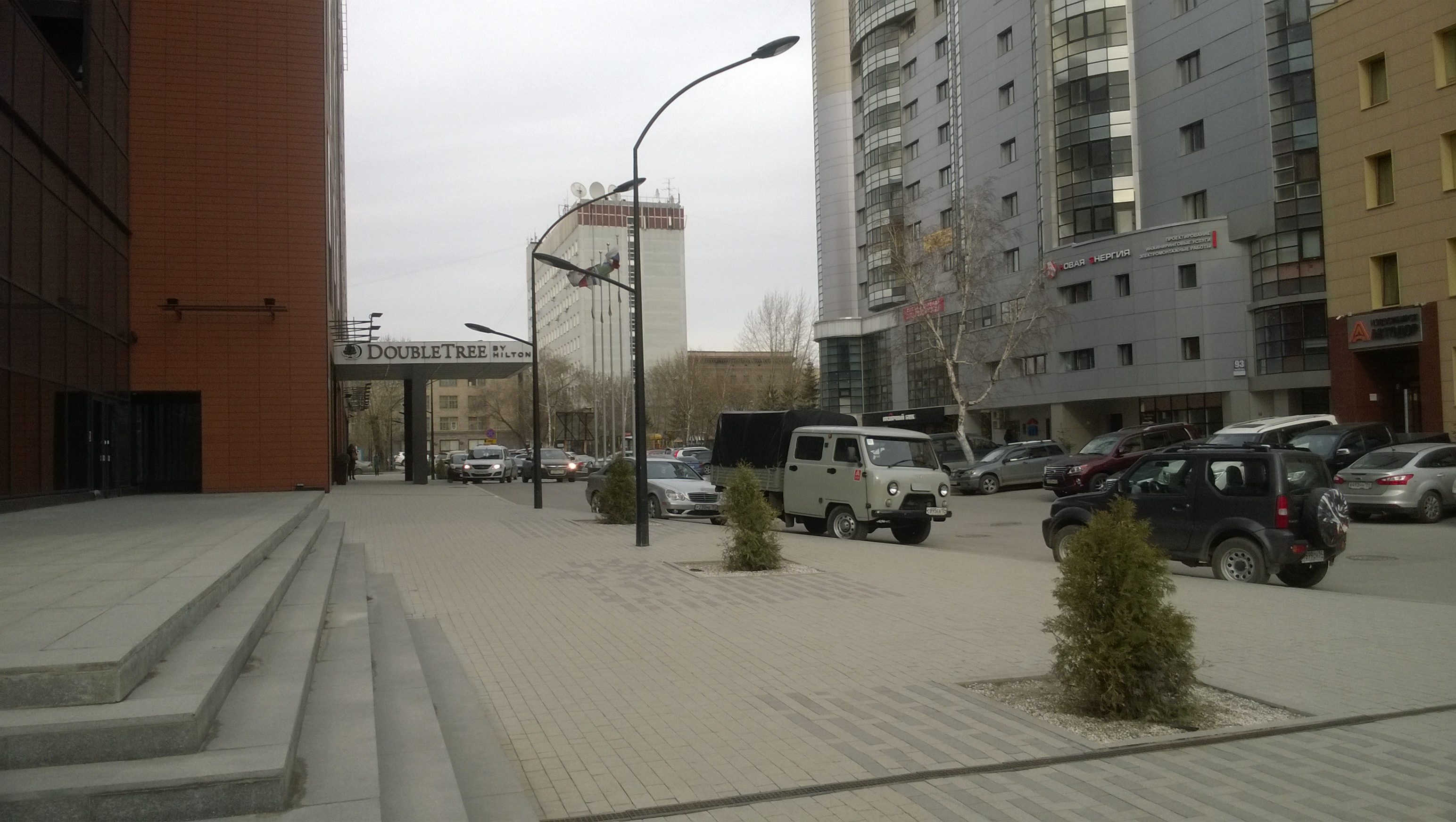
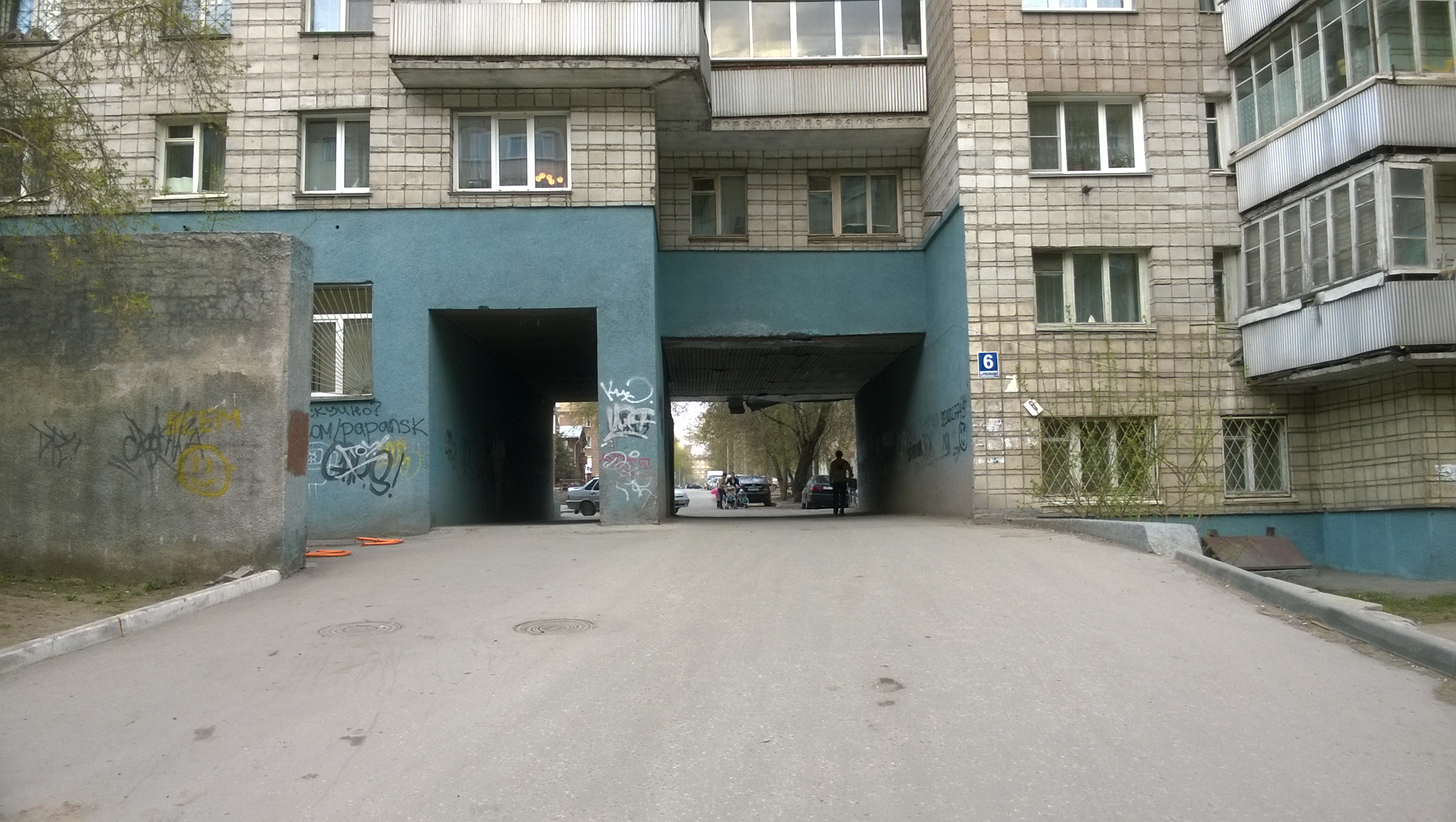
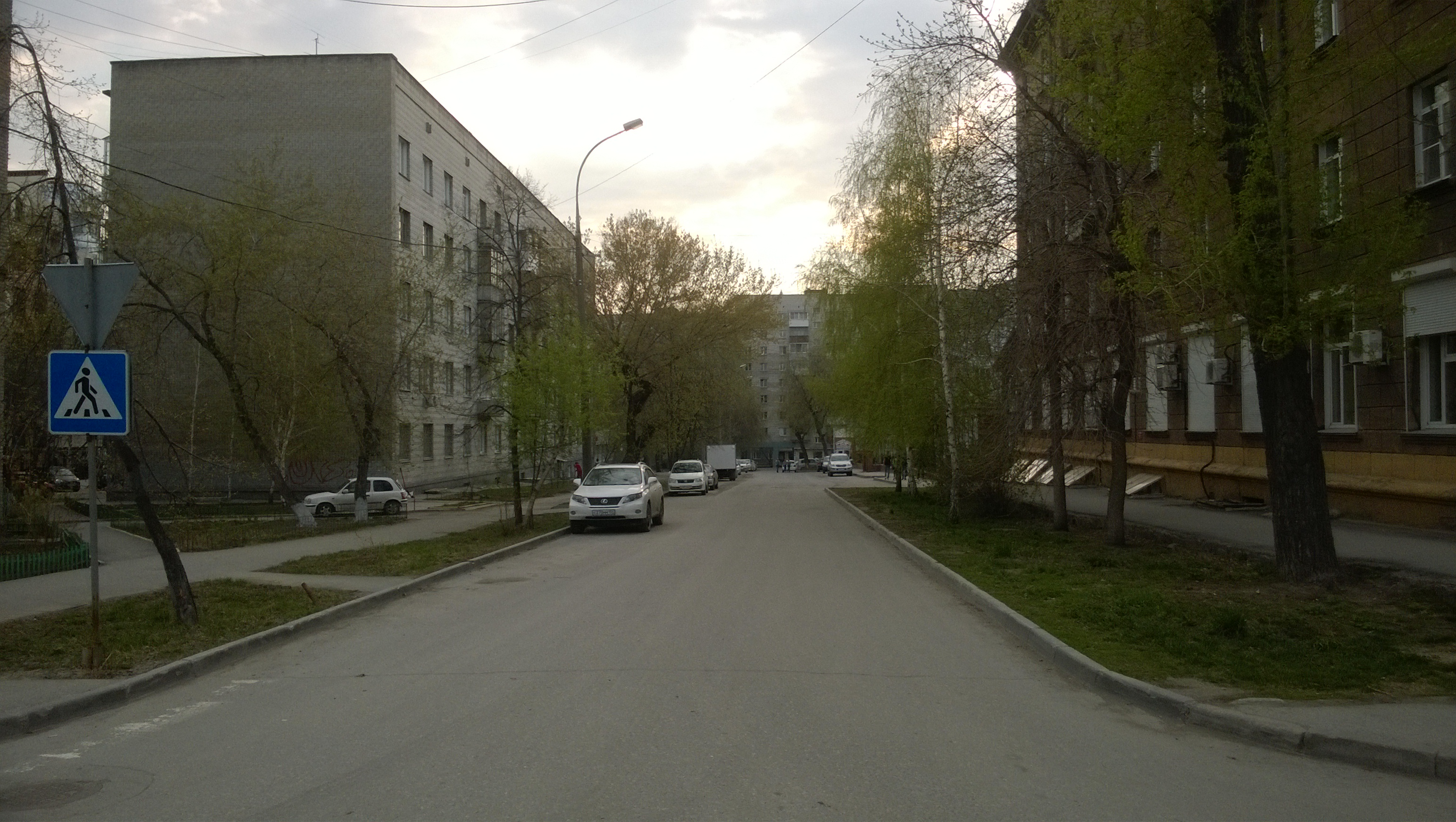
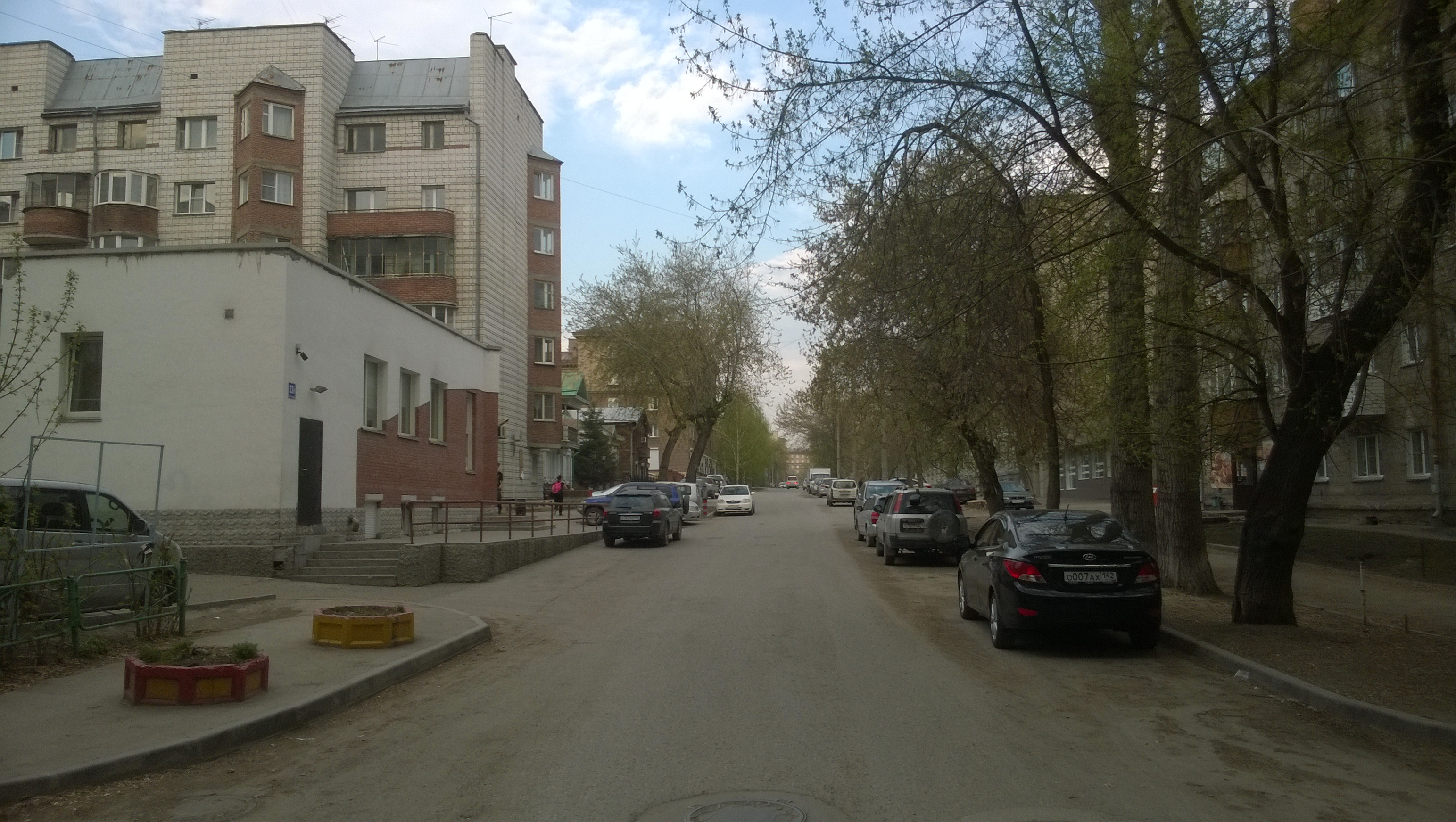
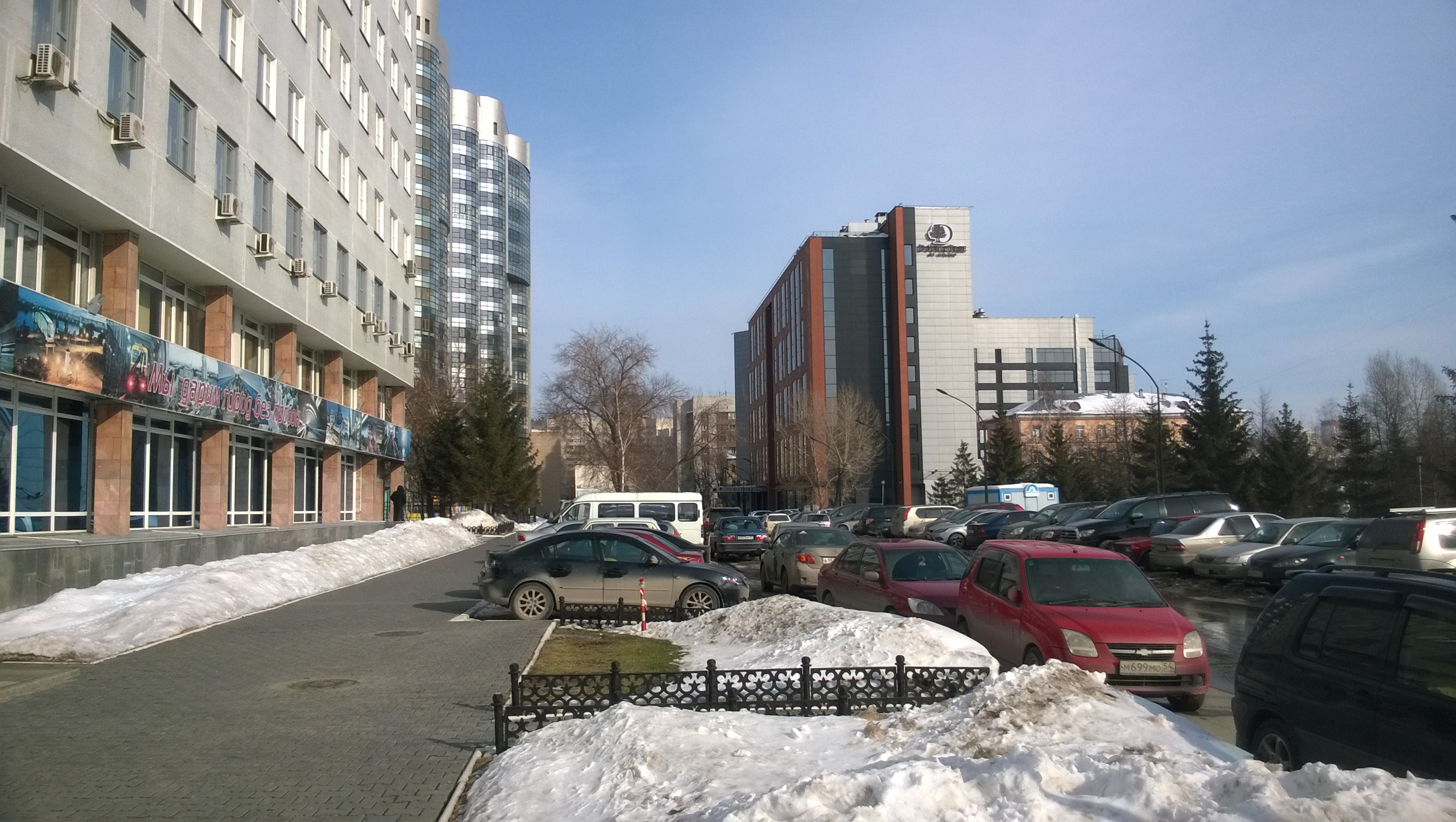
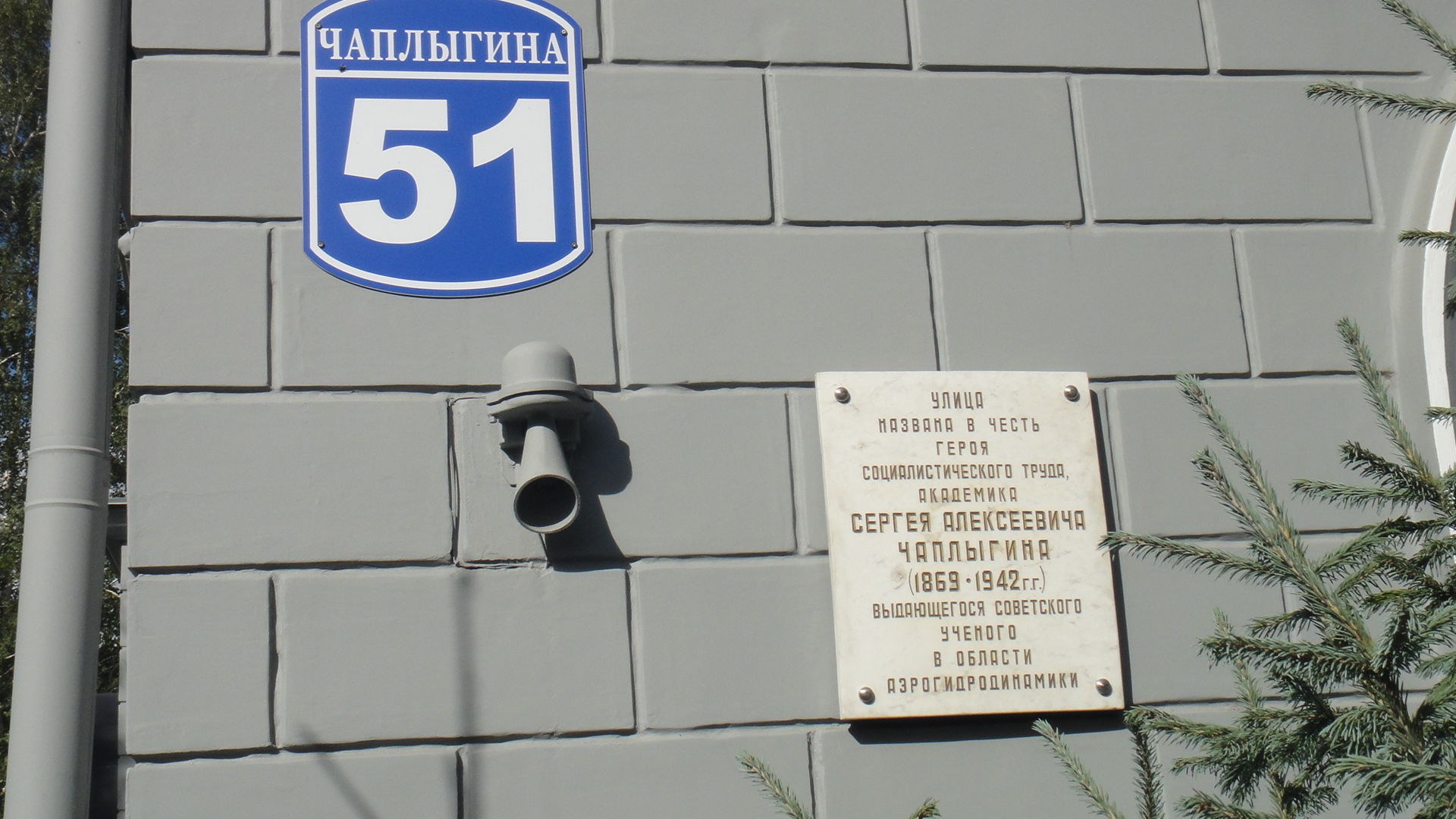

## Известные жители
- Виталий Петрович Муха (1936—2005) — первый секретарь Новосибирского обкома КПСС (1988—1990), глава Новосибирской области (1991—1993 и 1995—1999). Жил в доме № 100 по улице Чаплыгина[16].
- Виталий Григорьевич Сувернев (1919—2000) — советский и российский учёный в области аэродинамики и прочности авиационных конструкций, начальник СибНИА (1959—1989). Жил в доме № 45 с 1945 по 2000 год. На здании установлена мемориальная доска[17].